# Temporada 1981-1982 del Club Joventut Badalona
La temporada 1981-1982 va ser la 43a temporada en actiu del Club Joventut Badalona des que va començar a competir de manera oficial. La Penya va disputar la seva 26a temporada consecutiva a la màxima categoria del bàsquet espanyol, acabant la fase regular en la cinquena posició, igualant l'aconseguida a la temporada anterior. L'equip també va arribar a quarts de final de la Copa Korac, i va caure a quarts a la Copa del Rei. També va ser finalista de la Lliga catalana.

## Resultats
Copa Korac
A la Copa Korac l'equip va quedar eliminat en la lligueta de quarts de final.
Lliga espanyola
A la lliga espanyola finalitza en la sisena posició de 14 equips participants. En 26 partits disputats va obtenir un bagatge de 15 victòries i 11 derrotes, amb 2.437 punts a favor i 2.362 en contra (+75).
Copa del Rei
En aquesta edició de la Copa del Rei el Joventut va quedar eliminat a quarts de final en perdre l'eliminatòria amb el Reial Madrid. Prèviament, a vuitens de final havia eliminat el Manresa EB.
Lliga catalana
La Penya va quedar tercera a la lligueta prèvia, i va eliminar l'Areslux Granollers a semifinals en dos partits. Va perdre la final de la Lliga catalana, disputada a Barcelona, davant el FC Barcelona per 92 a 87.

## Plantilla
La plantilla del Joventut aquesta temporada va ser la següent:
| Club Joventut Badalona: plantilla 1981-82 |
| Jugadors                                  |
| Josep Maria Margall                       |
| Jordi Villacampa                          |
| Josep Antoni Montero                      |
| Gonzalo Sagi-Vela                         |
| Charly López Rodríguez                    |
| Ernest Delgado                            |
| Jordi Ribas                               |
| José Antonio Querejeta                    |
| Art Housey                                |
| Gregorio Estrada                          |
| Entrenador                                |
| Joaquim Costa                             |
| Manel Comas (baixa)                       |

| Jugadors del planter amb minuts al 1r equip |
| Jugador                                     |
| Quique Azcón                                |